# Sgùrr Bàn
Sgùrr Bàn är ett berg i Storbritannien.   Det ligger i kommunen Highland och riksdelen Skottland, i den norra delen av landet, 800 km nordväst om huvudstaden London. Toppen på Sgùrr Bàn är 989 meter över havet, eller 167 meter över den omgivande terrängen. Bredden vid basen är 1,2 km.
Terrängen runt Sgùrr Bàn är huvudsakligen kuperad.Runt Sgùrr Bàn är det mycket glesbefolkat, med 2 invånare per kvadratkilometer. Omgivningarna runt Sgùrr Bàn är i huvudsak ett öppet busklandskap.